# Zdenko Pavelka
Zdenko Pavelka (10. října 1954 Strakonice – 22. května 2025 Praha) byl český publicista, editor, nakladatel, také zakladatel a šéfredaktor Salonu deníku Práva.

## Život
Narodil se ve Strakonicích. Absolvoval Filozofickou fakultu Univerzity Karlovy v Praze. V mládí se dostal k dílům Bohumila Hrabala, které jej inspirovaly a přivedly k vlastnímu zájmu o literaturu. Po absolvování vysoké školy v 80. letech se stal redaktorem tehdejšího Rudého práva, později po revoluci deníku Právo.

## Kariéra
V roce 1996 se jako redaktor deníku Právo stal zakladatelem ceněné kulturně-literární revue Salon, která vycházela jako jeho příloha. V jeho čele stál třináct let, později jej nahradil Zbyněk Vlasák. V roce 2009 založil nakladatelství Novela bohemica, které vydává především původní českou beletristickou, esejistickou a memoárovou tvorbu.
Je spoluautorem dvou knih rozhovorů – se spisovatelkou Ivou Pekárkovou (Přestřihnout kšandy, 2010) a s politikem, disidentem a novinářem Petrem Uhlem (Dělal jsem, co jsem považoval za správné, 2013).